# Gianni Rodari
Gianni Rodari, né le 23 octobre 1920 à Omegna et mort le 14 avril 1980 à Rome, est un poète, écrivain et journaliste italien. La littérature jeunesse est la partie la plus connue de son œuvre. Il a reçu le prestigieux prix Hans Christian Andersen, catégorie Écriture, en 1970.

## Biographie
Rodari naît le 23 octobre 1920 à Omegna, une petite ville du nord de l'Italie, dans le Piémont. Son père, boulanger, meurt alors que G. Rodari n'a que 9 ans. Lui et ses deux frères, Cesare et Mario, sont élevés par leur mère dans leur village natal, Gavirate, dans la province de Varèse.
Après un séminaire de trois ans à Seveso, il reçoit en 1937 son diplôme d'enseignant à l'âge de 17 ans. Il enseigne alors dans des classes élémentaires du district de Varesotto. Il s'intéresse à la musique, en suivant trois ans de cours de violon, ainsi qu'à la littérature. Il découvre ainsi les ouvrages de Nietzsche, Schopenhauer, Marx, Engels, Lénine, Trotsky et Staline qui affûtent son sens critique[réf. souhaitée]. En 1939, pendant une courte période, il fréquente l'université de Milan.
Durant la Seconde Guerre mondiale, Rodari est exempté de l'armée pour raisons de santé. Il rejoint le parti fasciste pendant quelque temps, pour obtenir un travail, la carte du parti fasciste étant obligatoire pour tous les fonctionnaires. Traumatisé par la perte de ses deux meilleurs amis et l'incarcération de son frère Cesare dans un camp de concentration, Rodari rejoint le parti communiste italien en 1944 et participe alors au mouvement de résistance italien. Rodari aurait en fait rejoint les communistes et la résistance dès les années 1940, son appartenance au parti fasciste étant une couverture obligatoire pour ses réelles activités politiques.
En 1948, en tant que journaliste du périodique communiste L'Unità, il commence l'écriture de livres pour enfants. En 1950 le Parti lui confie un poste de rédacteur pour le nouvel hebdomadaire pour enfants Il Pioniere. En 1951, il publie ses premiers livres: Il Libro delle Filastrocche et Il Romanzo di Cipollino.
Il se rend pour la première fois en URSS en 1952. Il se marie l'année suivante avec Maria Teresa Feretti avec qui il a, quatre ans plus tard, une fille nommée Paola. En 1957, Rodari passe l'examen de journaliste professionnel.
De 1966 à 1969, Rodari participe activement a des projets collaboratifs avec des enfants. En 1970, lui est décerné le Prix Hans Christian Andersen catégorie Écriture, récompensant les auteurs de littérature jeunesse. Cette décoration lui permet d'obtenir une réputation internationale. Ses ouvrages ont depuis été traduits dans de nombreuses langues.
En 1973, il obtient le Premio Grafico Fiera di Bologna per l'Infanzia, de la Foire du livre de jeunesse de Bologne (Italie).
En 1979, après un voyage en URSS, sa santé décline et l'empêche de travailler comme avant. Il meurt lors d'une opération chirurgicale le 14 avril 1980 à Rome, à l'âge de 59 ans.

## Œuvre
- 1950 - Il libro delle filastrocche
- 1951 - Il manuale del Pionere
- 1951 - Il romanzo di Cipollino (re-imprimé en 1957 comme Le avventure di Cipollino)
- 1952 - Cipollino e le bolle di sapone
- 1952 - Il libro dei mesi
- 1952 - Il treno delle filastrocche
- 1952 - Le carte parlanti
- 1959 - Gelsomino nel paese dei bugiardi
  - Benjamin au pays des menteurs, 1980
- 1960 - Filastrocche in cielo e in terra
- 1960 -  Favole al telefono (dont les nouvelles La passeggiata di un distratto - Uno e sette - A sbagliare le storie - La strada che non andava in nessun posto - A inventare i numeri - Il filobus numero 75 - La coperta del soldato)
  - Tous les soirs au téléphone ou Histoires au téléphone, 1978, 1983, 1996 et La Joie de lire, 2007
  - Nouvelles extraites du recueil publiées en albums jeunesses :
    - Un et sept (Uno e sette), ill. Beatrice Alemagna, Seuil jeunesse, 2001
    - Quel cafouillage ! (A sbagliare le storie), ill Alessandro Sanna, Kaléïdoscope, 2005
    - Promenade d'un distrait[3], (La passeggiata di un distratto) (traduit et adapté de l'italien par Beatrice Alemagna), ill. Beatrice Alemagna, Seuil jeunesse, 2005 - accompagné d'un DVD avec le film d'animation, réalisé par Beatrice Alemagna et  Giuseppe Bianchi, durée 6 min 35 s.
    - Et si on inventait des nombres ? (A inventare i numeri), ill. Alessandro Sanna, Kaléïdoscope, 2007
    - La couverture du papa soldat (La coperta del soldato), ill. Judith Gueyfier, Rue du Monde, 2010
    - Le chemin qui ne mène nulle part (La strada che non andava in nessun posto), ill. Fulvio Testa, Seuil jeunesse, 2011
    - Bus en goguette (Il filobus numero 75), ill. Blanca Gómez, La Joie de lire, 2013
- 1962 - Gip nel televisore. Favola in orbita di Gianni Rodari
  - Jip dans le téléviseur, 1976
- 1962 - Il pianeta degli alberi di Natale
  - La planète aux arbres de Noël, 1980
- 1963 - Castello di carte, illustrations Emanuele Luzzati
  - Château de cartes, illustrations Emanuele Luzzati ; adaptation de l'italien et préface de Bernard Friot, La Joie de lire, 2008
- 1964 - Il libro degli errori
- 1964 - La freccia azzurra
  - La flèche d’azur, Hachette, 1977 ; La Flèche bleue, éd. Circonflexe, 2012
- 1966 - La torta in cielo
  - La tarte volante, 1976
- 1969 - Venti storie più una
- 1970 - Le filastrocche del cavallo parlante
- 1971 - Tante storie per giocare
  - Histoires à la courte paille, 1979
- 1972 - Filastrocche in cielo e in terra (ed. définitive)
- 1972 - Gli affari del signor gatto
  - Les affaires de Monsieur le Chat, 1993
- 1972 - Il palazzo di gelato e altre otto favole al telefono
- 1972 : Gli affari del signor gatto
  - Les affaires de Monsieur le Chat, 1993 ; rééd. La Joie de lire, 2000
- 1973 - Grammatica della fantasia
  - Grammaire de l'imagination (introduction à l'art d'inventer des histoires), 1979, 1986 et 1997
- 1973 - I viaggi di Giovannino Perdigiorno
  - Les Hommes en sucre, ill. de Bertrand Dubois, Rue du Monde, 2007
- 1973 - Novelle fatte a macchina
  - Nouvelles à la machine, La Joie de lire, 2001
- 1974 - La filastrocca di Pinocchio
- 1974 - Marionette in libertà
- 1978 - La gondola fantasma
- 1978 - C'era due volte il barone Lamberto ovvero I misteri dell'isola di San Giulio
  - Il était deux fois le Baron Lambert  ou Les mystères de l'île Saint-Jules, 1985 ; rééd. La Joie de lire, 2007
- 1978 - Il teatro i ragazzi la città
- 1979 - Parole per giocare
- 1979 - Bambolik
- 1980 - Il gioco dei quattro cantoni
- 1980 - Il trionfo dello zero
  - Le triomphe du Zéro, ill. Elena Del Vento, Circonflexe, 2012
- 1980 - I nani di Mantova
- 1981 - Piccoli vagabondi
  - Les vagabonds, 1983
- 1982 : Il cane di Magonza (dont la nouvelle Il benefattore incompreso)
  - Nouvelle extraite du recueil publiée en album jeunesses :
    - Scoop ! (Il benefattore incompreso), ill. Pef, Rue du monde, 1999
- 1985 - Le avventure di Tonino l'invisibile
  - Tonino l'invisible,  illustrations d'Alessandro Sanna, Kaléïdoscope, 2010
- 1991 : Tutto cominciò con un coccodrillo
  - Tout a commencé par un crocodile, La farandole, 1993
- ?? -  Che cosa ci vuole
  - Il faut une fleur, ill. Silvia Bonanni, 2007
- ?? - La guerra delle campane
  - La guerre des cloches, Kaléïdoscope, 2006
- ??
  - Alice Laculbute, La Joie de lire, 2002
- ??
  - Marco et Mirko, La Joie de lire, 2002

### Quelques rééditions en albums jeunesse
- Scoop !, ill. Pef, Rue du monde, 1999 Album jeunesse de la nouvelle Il benefattore incompreso, extraite du recueil Il cane di Magonza.
- Un et sept, ill. Beatrice Alemagna, Seuil jeunesse, 2001 Album jeunesse de la nouvelle Uno e sette, extraite du recueil Histoires au téléphone.
- Quel cafouillage !, ill Alessandro Sanna, Kaléïdoscope, 2005 Album jeunesse de la nouvelle A sbagliare le storie, extraite du recueil Histoires au téléphone.
- Promenade d'un distrait[3], (traduit et adapté de l'italien par Beatrice Alemagna), ill. Beatrice Alemagna, Seuil jeunesse, 2005 - accompagné d'un DVD avec le film d'animation, réalisé par Beatrice Alemagna et  Giuseppe Bianchi, durée 6 min 35 s. Album jeunesse de la nouvelle La passeggiata di un distratto, extraite du recueil Histoires au téléphone[3].
- La guerre des cloches (La guerra delle campane), ill. Pef, Kaléïdoscope, 2006
- Et si on inventait des nombres ?, ill. Alessandro Sanna, Kaléïdoscope, 2007 Album jeunesse de la nouvelle A inventare i numeri, extraite du recueil Histoires au téléphone.
- Il faut une fleur ( Che cosa ci vuole), ill. Silvia Bonanni, 2007
- Les Hommes en sucre (I viaggi di Giovannino Perdigiorno), ill. de Bertrand Dubois, Rue du Monde, 2007
- Château de cartes (Castello di carte), illustrations Emanuele Luzzati ; adaptation de l'italien et préface de Bernard Friot, La Joie de lire, 2008
- La couverture du papa soldat, ill. Judith Gueyfier, Rue du Monde, 2010 Album jeunesse de la nouvelle La coperta del soldato, extraite du recueil Histoires au téléphone.
- Tonino l'invisible (Le avventure di Tonino l'invisibile),  illustrations d'Alessandro Sanna, Kaléïdoscope, 2010
- Le chemin qui ne mène nulle part, ill. Fulvio Testa, Seuil jeunesse, 2011 Album jeunesse de la nouvelle La strada che non andava in nessun posto, extraite du recueil Histoires au téléphone.
- Le triomphe du Zéro (Il trionfo dello zero), ill. Elena Del Vento, Circonflexe, 2012
- Bus en goguette, ill. Blanca Gómez, La Joie de lire, 2013 Album jeunesse de la nouvelle Il filobus numero 75, extraite du recueil Histoires au téléphone.

## Prix et distinctions
- 1964 : (international) « Honor List »[4], de l' IBBY, pour Jip dans le téléviseur
- 1966 : (international) « Hightly Commended Authors »[4], par l' IBBY, pour l'ensemble de son œuvre
- 1968 : (international) « Hightly Commended Authors »[4], par l' IBBY, pour l'ensemble de son œuvre
- 1970 : Prix Hans Christian Andersen catégorie Écriture
- 1973 : Premio Grafico Fiera di Bologna per l'Infanzia, de la Foire du livre de jeunesse de Bologne (Italie).

## Hommages
- (2703) Rodari, astéroïde.